# Guyans-Durnes
Guyans-Durnes ist eine französische Gemeinde mit 317 Einwohnern (Stand: 1. Januar 2022) im Département Doubs in der Region Bourgogne-Franche-Comté.

## Geographie
Guyans-Durnes liegt auf 599 m über dem Meeresspiegel, acht Kilometer östlich von Ornans und etwa 21 Kilometer südöstlich der Stadt Besançon (Luftlinie). Das ehemalige Straßenzeilendorf erstreckt sich im Jura, im Westen des Plateaus von Valdahon, nördlich des Tals der Loue.
Die Fläche des 9,03 km² großen Gemeindegebiets umfasst einen Abschnitt des französischen Juras. Der Hauptteil des Gebietes wird vom Plateau von Valdahon eingenommen, das durchschnittlich auf 580 m liegt. Es ist vorwiegend von Acker- und Wiesland, teils auch von Wald bestanden und steigt nach Südosten leicht an. Das Plateau besitzt keine oberirdischen Fließgewässer, weil das Niederschlagswasser im verkarsteten Untergrund versickert. Ganz im Südosten reicht der Gemeindeboden bis an den Rand des Waldgebietes Bois de la Bouhard. Hier wird mit 615 m die höchste Erhebung von Guyans-Durnes erreicht. Nach Norden erstreckt sich das Gemeindeareal über den Taleinschnitt des Flüsschens Brême bis auf die Höhe von Charbonnières-les-Sapins.
Nachbargemeinden von Guyans-Durnes sind 
- Étalans mit Charbonnières-les-Sapins und Étalans im Norden,
- Fallerans und Vernierfontaine im Osten,
- Voires und Durnes im Süden,
- Saules im Westen.

## Geschichte
Im Mittelalter gehörte Guyans-Durnes zur Herrschaft Durnes. Zusammen mit der Franche-Comté gelangte das Dorf mit dem Frieden von Nimwegen 1678 an Frankreich. Heute ist Guyans-Durnes Mitglied des Gemeindeverbandes Portes du Haut-Doubs.

## Sehenswürdigkeiten

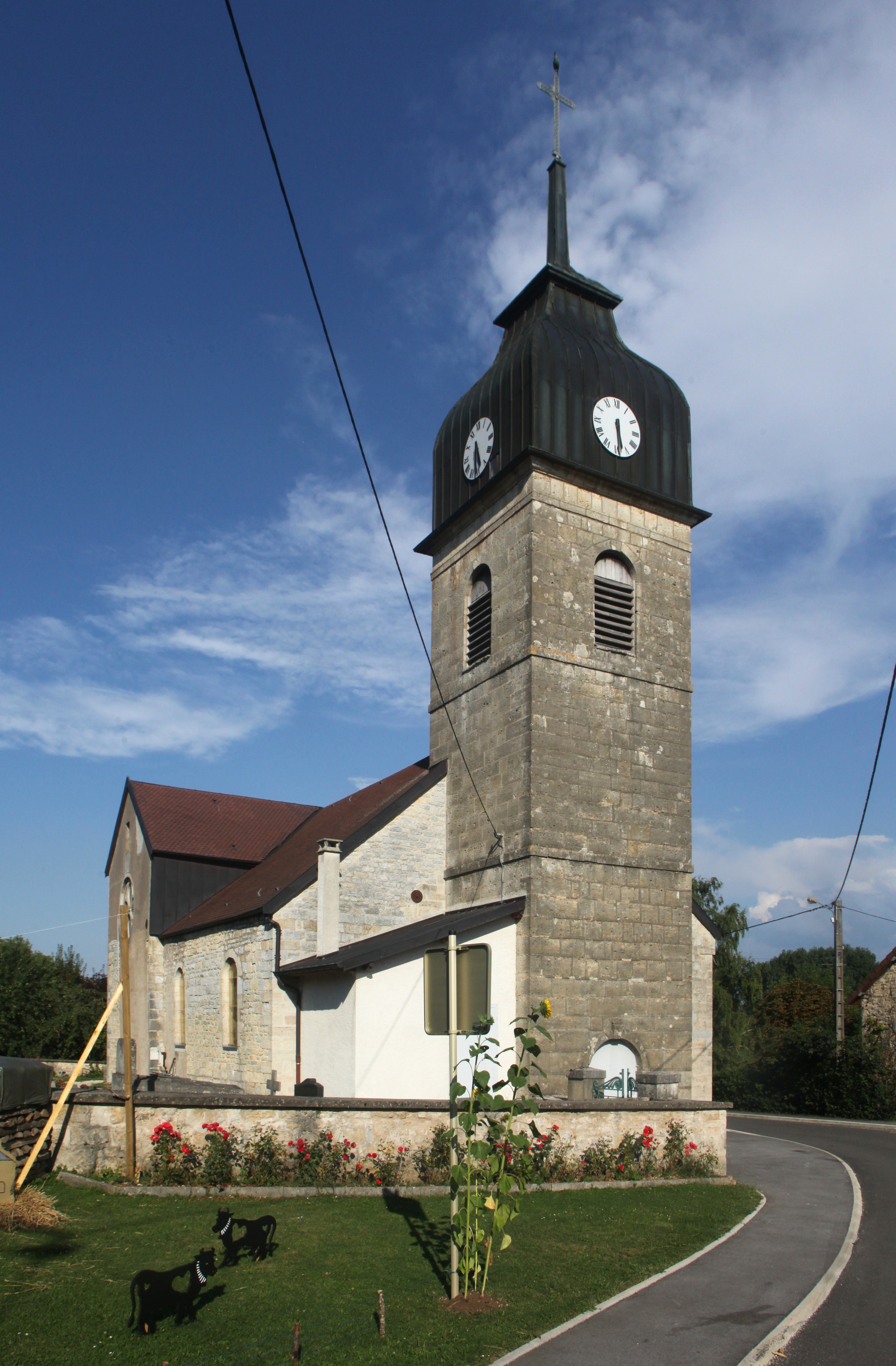
Kirche Saint-Martin

Die dreischiffige Kirche Saint-Martin wurde von 1850 bis 1854 erneuert und vergrößert. Im Dorf befindet sich das sogenannte Château, ein spätmittelalterlicher Herrschaftssitz, der 1880 umfassend restauriert wurde. Im Ortskern sind verschiedene Bauernhäuser im charakteristischen Stil der Franche-Comté aus dem 18. bis 19. Jahrhundert erhalten.

## Bevölkerung
| Jahr                       | 1962 | 1968 | 1975 | 1982 | 1990 | 1999 | 2006 | 2016 |
| Einwohner                  | 152  | 123  | 123  | 134  | 162  | 156  | 197  | 275  |
| Quellen: Cassini und INSEE |      |      |      |      |      |      |      |      |

Mit 317 Einwohnern (1. Januar 2022) gehört Guyans-Durnes zu den kleinen Gemeinden des Départements Doubs. Nachdem die Einwohnerzahl in der ersten Hälfte des 20. Jahrhunderts markant abgenommen hatte (1891 wurden noch 282 Personen gezählt), wurde seit Beginn der 1980er Jahre wieder ein Bevölkerungswachstum verzeichnet.

## Wirtschaft und Infrastruktur
Guyans-Durnes war bis weit ins 20. Jahrhundert hinein ein vorwiegend durch die Landwirtschaft (Ackerbau, Obstbau und Viehzucht) und die Forstwirtschaft geprägtes Dorf. Daneben gibt es heute einige Betriebe des lokalen Kleingewerbes. Mittlerweile hat sich das Dorf auch zu einer Wohngemeinde gewandelt. Viele Erwerbstätige sind Wegpendler, die in den größeren Ortschaften der Umgebung ihrer Arbeit nachgehen.
Die Ortschaft liegt abseits der größeren Durchgangsstraßen an einer Departementsstraße, die von Montgesoye nach Étalans führt. Weitere Straßenverbindungen bestehen mit Saules und Vernierfontaine.